# Александров, Семён Лаврентьевич
Семён Лаврентьевич Александров (1918—1986) — советский якутский художник-живописец. Член Союза художников СССР (1954), председатель правления Якутского отделения Союза художников (1955—1959). Участник Великой Отечественной войны.

## Биография
Семён Лаврентьевич Александров родился в селе якутском селе Оннёс. В 1941 году окончил Иркутское художественное училище, в 1954 году одним из первых якутян — живописный факультет Института живописи, скульптуры и архитектуры им. И. Е. Репина в Ленинграде (мастерская В. М. Орешникова, выпускная работа — «Серго Орджоникидзе в якутской ссылке»).
В 1942 году, будучи бойцом Красной Армии, участвовал в боях Великой Отечественной войны на Ильмень-озере под Новгородом. По окончании войны принимал активное участие в художественной жизни Якутии, одновременно преподавая в художественном училище.

## Творчество
Свою творческую деятельность Семён Лаврентьевич начал в 1947 году, работал преимущественно в жанре портрета. Как в ранних, так и в более поздних, написанных в 60-е годы XX века, портретах Александрова, как правило, отсутствуют заранее заданные композиционные схемы — это «головные» портреты на нейтральном фоне, либо полуфигурные, с едва намеченной сюжетной мотивировкой. В его работах, тяготеющих к поджанру портрета-типажа, проявляются национальная, возрастная, а иногда и профессиональная принадлежность моделей.

## Основные работы
- «Благоустройство города» (1947)
- «Девушка-якутка» (1955)
- «Портрет народного артиста ЯАССР Д. Ф. Ходулова» (1957)
- «Студентка» (1957)
- «Портрет олонхосута И. Г. Теплоухова-Тимофеева» (1960)
- «Доярка М. Никитина» (1960)
- «Портрет буровика А. С. Полякова» (1961)
- «Кузнец» (1964)
- «Оленевод Н. Курилов» (1966)
- «Портрет Е. И. Новгородовой, Героя Социалистического Труда, депутата Верховного Совета ЯАССР» (1980)